# Протесты против MONUSCO
25 июля 2022 года в ДР Конго произошли протесты против MONUSCO. Организация Объединенных Наций в стране была обвинены конголезскими политиками и гражданскими лицами в том, что они не предприняли никаких действий для прекращения десятилетиями конфликта внутри страны. Протестующие потребовали, чтобы MONUSCO покинули страну.

## Ход событий
25 июля 2022 года в Гоме начались протесты против  MONUSCKO. По данным Министерства обороны, протестующие украли оружие у полиции, разрушили и разграбили объекты ООН. Движение 23 марта использовали беспорядки в качестве прикрытия и были ответственны за нападение на контингент марокканских миротворцев MONUSCKO в Ньямилиме во время протестов.

## Смерти
Согласно официальному отчету правительства ДР Конго, 36 человек были убиты и 170 ранены во время протестов.